# Liste der Monuments historiques in Humes-Jorquenay
Die Liste der Monuments historiques in Humes-Jorquenay führt die Monuments historiques in der französischen Gemeinde Humes-Jorquenay auf.

## Liste der Objekte
| Bezeichnung                                      | Beschreibung                                                                                   | Standort                                                     | Kennzeichnung | Schutzstatus | Datum | Bild |
| ------------------------------------------------ | ---------------------------------------------------------------------------------------------- | ------------------------------------------------------------ | ------------- | ------------ | ----- | ---- |
| Skulptur Madonna mit Kind (1)                    | vermutlich Aufsatz eines Prozessionsstabs; Holz, farbig gefasst und vergoldet, 18. Jahrhundert | Jorquenay, in der Kirche Notre-Dame-en-son-Assomption (Lage) | PM52000553    | Classé       | 1967  |      |
| Skulpturengruppe Heiliger Josef mit Jeseusknaben | Holz, farbig gefasst und vergoldet, 18. Jahrhundert                                            | Jorquenay, in der Kirche Notre-Dame-en-son-Assomption (Lage) | PM52000554    | Classé       | 1967  |      |
| Skulptur Madonna mit Kind (2)                    | Aufsatz eines Prozessionsstabs; Holz, farbig gefasst und vergoldet, 18. Jahrhundert            | Jorquenay, in der Kirche Notre-Dame-en-son-Assomption (Lage) | PM52000556    | Classé       | 1980  |      |
| Skulptur Heiliger Winebald                       | Holz, farbig gefasst und vergoldet, 18. Jahrhundert                                            | Humes, in der Kirche St-Vinebaut (Lage)                      | PM52000547    | Classé       | 1963  |      |
| Skulptur Heiliger Rochus (1)                     | Stein, farbig gefasst, 17. Jahrhundert                                                         | Jorquenay, in der Kirche Notre-Dame-en-son-Assomption (Lage) | PM52000551    | Classé       | 1967  |      |
| Skulptur Schutzengel                             | Holz, farbig gefasst, 18. Jahrhundert                                                          | Humes, in der Kirche St-Vinebaut (Lage)                      | PM52000549    | Classé       | 1965  |      |
| Skulptur Madonna mit Kind (3)                    | Stein, farbig gefasst, Anfang des 16. Jahrhunderts                                             | Jorquenay, in der Kirche Notre-Dame-en-son-Assomption (Lage) | PM52000555    | Classé       | 1967  |      |
| Skulptur Madonna mit Kind (4)                    | Holz, farbig gefasst und vergoldet, 18. Jahrhundert                                            | Humes, in der Kirche St-Vinebaut (Lage)                      | PM52000548    | Classé       | 1963  |      |
| Skulptur Madonna mit Kind (5)                    | Stein, farbig gefasst, Anfang des 15. Jahrhunderts                                             | Jorquenay, in der Kirche Notre-Dame-en-son-Assomption (Lage) | PM52000550    | Classé       | 1908  |      |
| Skulptur Heiliger Rochus (2)                     | Holz, farbig gefasst und vergoldet, 18. Jahrhundert                                            | Jorquenay, in der Kirche Notre-Dame-en-son-Assomption (Lage) | PM52000552    | Classé       | 1967  |      |